# Râul Vier
Râul Vier este un curs de apă, afluent al râului Moldova. 